# Книжка-картинка

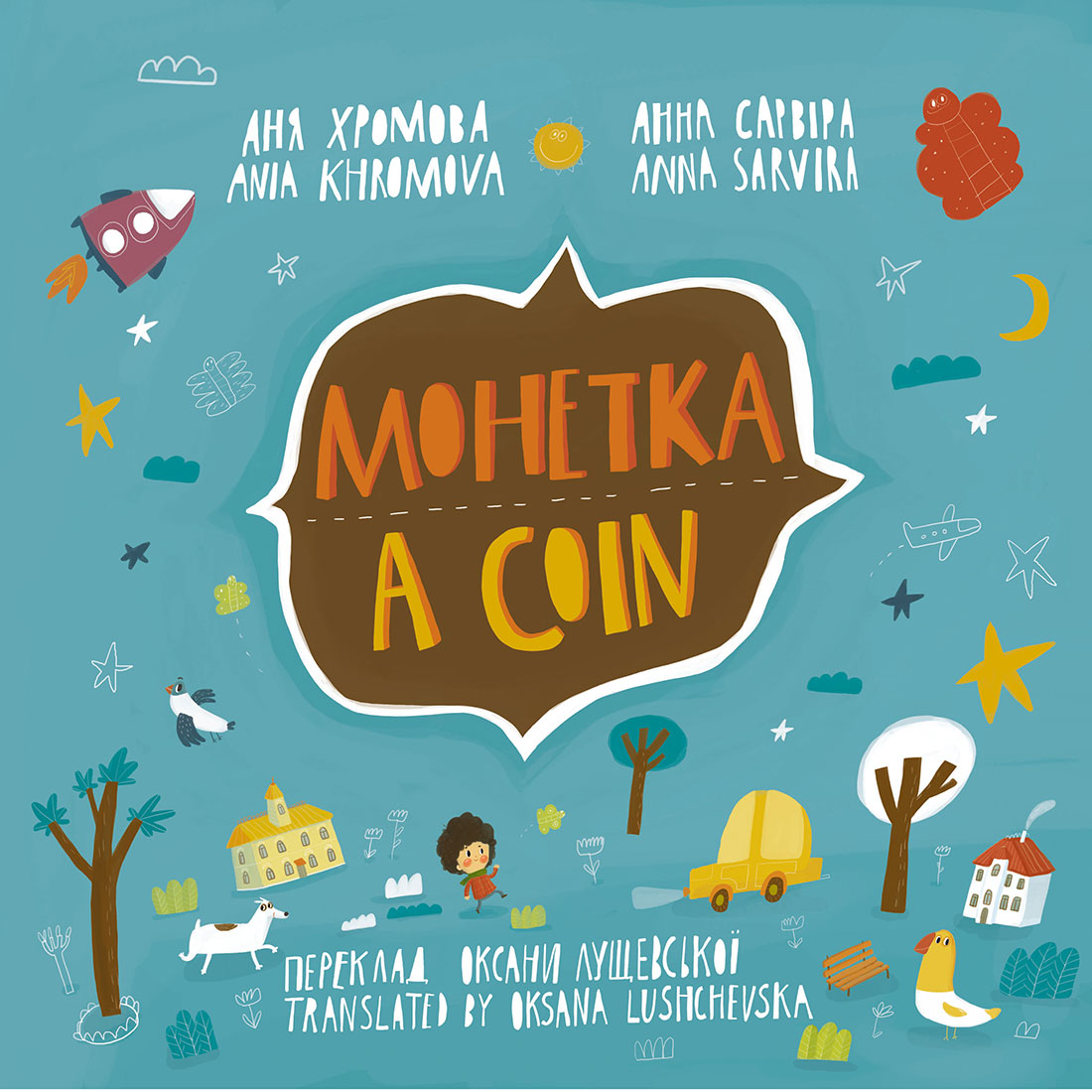
Книжка-картинка «Монетка»

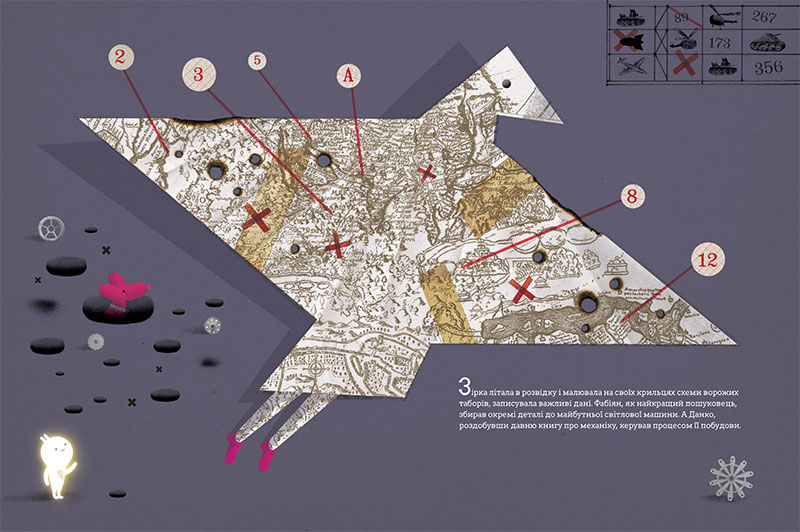
Сторінка з книжки «Війна, що змінила Рондо»

Книжка-картинка — книжковий формат, у якому поєднано вербальний та візуальний наративи, тобто історія розповідається як словами, так і ілюстраціями. Найчастіше орієнтований на дітей дошкільного та молодшого шкільного віку, але також трапляються книжки-картинки й для підлітків та дорослих читачів. Книжки-картинки мають ряд типових ознак, що дозволяє говорити про них як про окремий жанр.
Перші книжки, що передбачають майбутню появу книжок-картинок, з'являються в середині XIX століття, зокрема збірник повчальних віршів Struwwelpeter («Нечупара Петер») франкфуртського психіатра Генріха Гофмана (1845). Близькою до книжок-картинок є «Казка про кролика Пітера» (The Tale of Peter Rabbit) Беатріс Поттер. Серед найвідоміших книжок-картинок — «Де живуть диковиська» Моріса Сендака, «Дуже голодна гусениця» Еріка Карла та інші.
Книжки-картинки відзначають різними нагородами, наприклад, Медаллю Кальдекотта, заснованою 1938 року в США, та британською Медаллю Кейт Грінуей (з 1955 року). Українська книжка-картинка «Зірки і макові зернята» Творчої майстерні «Аґрафка» (Романа Романишин та Андрій Лесів) здобула 2014 року відзнаку Opera Prima за найкращий дебют на книжковому ярмарку в Болоньї. 2015 року книжка «Аґрафки» під назвою «Війна, що змінила Рондо» була нагороджена в Болоньї спеціальною відзнакою New Horizons.
Наприкінці ХХ — на початку ХХІ століття книжка-картинка переживає справжній розквіт у багатьох країнах світу.

## Аудиторія, формат, функції
Книжки-картинки найчастіше орієнтовані на маленьких дітей (переважно 4-8 років, але також охоплюють й інші читацькі групи) і мають просту лексику, короткі речення, динамічну оповідь без розлогих описів (описову функцію перебирає на себе ілюстрація) та обмежений обсяг (до 500—800 слів, зрідка більше або без слів узагалі). Зазвичай такі книжки-картинки мають дві функції: спершу їх читають дітям дорослі, а потім діти, що вчаться читати (так звані перехідні читачі), читають їх уже самі. Книжки-картинки допомагають мовленнєвому розвитку дитини, розвивають візуальну грамотність, емпатію, сприяють соціалізації та виконують ряд інших функцій.
Існують також книжки-картинки для підлітків та дорослих читачів, наприклад, «Стіна» або «Тибет» Пітера Сіса.

## Піджанри
У формі книжок-картинок нерідко створюються абетки, книжки-картонки, книжки-концепти, збірки віршів, книжки-іграшки, книжки у стилі поп-ап та інші види дитячих книжок.

## Взаємодія вербального та візуального текстів
Вживаючи семіотичну термінологію, дослідники говорять про книжки-картинки як про вид мистецтва, що комунікує завдяки двом наборам знаків — іконічному (репрезентативному) та конвенційному. Завдання іконічних знаків — зображати, конвенційних — оповідати. Але якщо конвенційні знаки завжди лінійні, то іконічні — нелінійні, тож немає чітких вказівок, як їх слід читати. Ця напруга між двома функцями, зображальною та оповідною, створює, за словами науковців, незліченні можливості для взаємодії між словом та зображенням у книжках-картинках.
Зазвичай виділяють кілька типових видів взаємодії між вербальним та візуальним наративами у книжках-картинках: відповідність, уточнення, специфікація, розгорнутість, розширення, доповнення, чергування, відхилення, контрастність.